# Eusebio Pascual
Pour les articles homonymes, voir Pascual.
Pascual  Bonhomme est un nom espagnol. Le premier nom de famille, en général paternel, est Pascual ; le second, en général maternel, souvent omis, est Bonhomme.
Eusebio Pascual Bonhomme, né le 18 mai 1995,, est un coureur cycliste espagnol.

## Biographie
Eusebio Pascual joue d'abord au football dans sa jeunesse. Il commence finalement le cyclisme au Club Ciclista Ontinyent, en catégorie cadets (moins de 17 ans). 
Lors de l'année 2018, il s'illustre en étant l'un des meilleurs cyclistes amateurs en Espagne. Bon grimpeur, il remporte trois courses par étapes du calendrier national ainsi que l'Aiztondo Klasica, manche de la Coupe d'Espagne amateurs. Il intègre ensuite la réserve de l'équipe Caja Rural-Seguros RGA en 2019. Stagiaire à partir du mois d'aout, il ne fait toutefois pas partie des coureurs promus dans l'équipe professionnelle. Eusebio Pascual décide alors de rejoindre la formation Bahrain Cycling Academy en 2020.
En 2021, il se classe neuvième du Tour de Mevlana en Turquie. En février 2022, il se distingue en terminant deuxième du Sharjah Tour. Le mois suivant, il prend la onzième place du South Aegean Tour en Grèce.

## Palmarès
- 2016
  - Trofeo Santa Quiteria
  - Mémorial Salvador March
- 2017
  - Ruta Ciclista de los Castillos y las Batallas de Jaén :
    - Classement général
    - 1re étape
- 2018
  - Aiztondo Klasica
  - Classement général du Tour de Ségovie
  - Classement général du Tour de Zamora
  - 3e étape du Tour de Salamanque
  - Tour de Tenerife :
    - Classement général
    - 4e étape

  - 2e du Tour de Guadalentín
  - 3e du Tour de Lleida
- 2019
  - Mémorial Aitor Bugallo
  - Vuelta a Los Pinares
  - Trofeo San Antonio
  - 2e du Gran Premi Vila-real
  - 3e du Tour de Salamanque
  - 3e du San Juan Sari Nagusia
- 2022
  - 2e du Sharjah Tour
- 2023
  - Gran Premio Ciutat de Burjassot